# Plutellidae
Famille
Les Plutellidae sont une famille de lépidoptères (papillons) de la super-famille des Yponomeutoidea.

## Dénomination
Le nom de Plutellidae leur a  été donné par Achille Guenée en 1845.
Pour certains Yponomeutoidea et Plutellidae sont synonymes.

## Composition
Elle comporte deux sous-familles :
- Plutellinae
- Acrolepiinae

### Source
- funet